# Josef Gočár

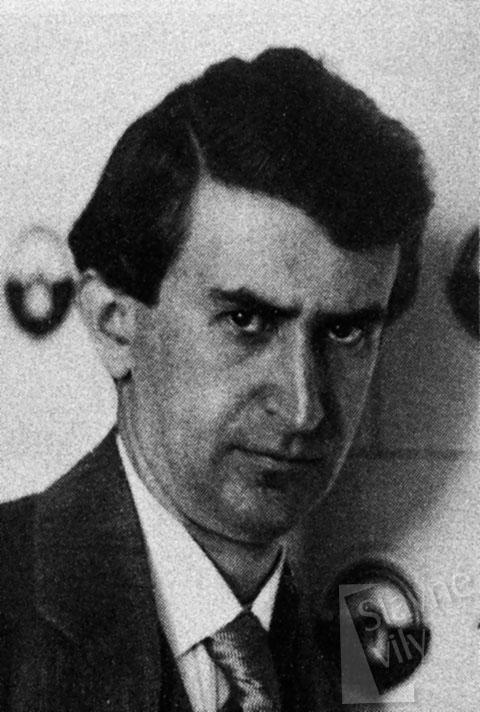
Josef Gočár

Josef Gočár (* 13. März 1880 in Semín, Österreich-ungarische Monarchie; † 10. September 1945 in Jičín, Tschechoslowakei) war ein tschechischer Architekt und Stadtplaner. Er gilt als einer der Protagonisten der modernen tschechischen Architektur.

## Leben
Gočár studierte unter anderem bei Jan Kotěra in Prag und war später Professor an der Akademie der Bildenden Künste Prag. Einer seiner Schüler hier war zwischen 1918 und 1920 Karl Kohn.
Seine Bauten waren zunächst vom Kubismus geprägt, bevor er sich einer spezifisch tschechischen Stilrichtung, dem Rondokubismus zuwandte. Ende der 1920er-Jahre nahmen seine Bauten funktionalistische Formen an, ohne dass er einer der Puristen dieser Stilrichtung wurde. Insbesondere der Stadt Hradec Králové vermittelte Gočár als Stadtplaner und Architekt sein neuzeitliches Gepräge.
Gočár übte nicht nur durch seine architektonischen Werke, sondern auch als Hochschullehrer großen Einfluss aus. Von 1932 bis 1937 war er Vorsitzender des Kunstvereins Mánes.

## Werke (Auswahl)
- Hradec Králové (Königgrätz):
  - Josef-Kajetan-Tyl-Gymnasium

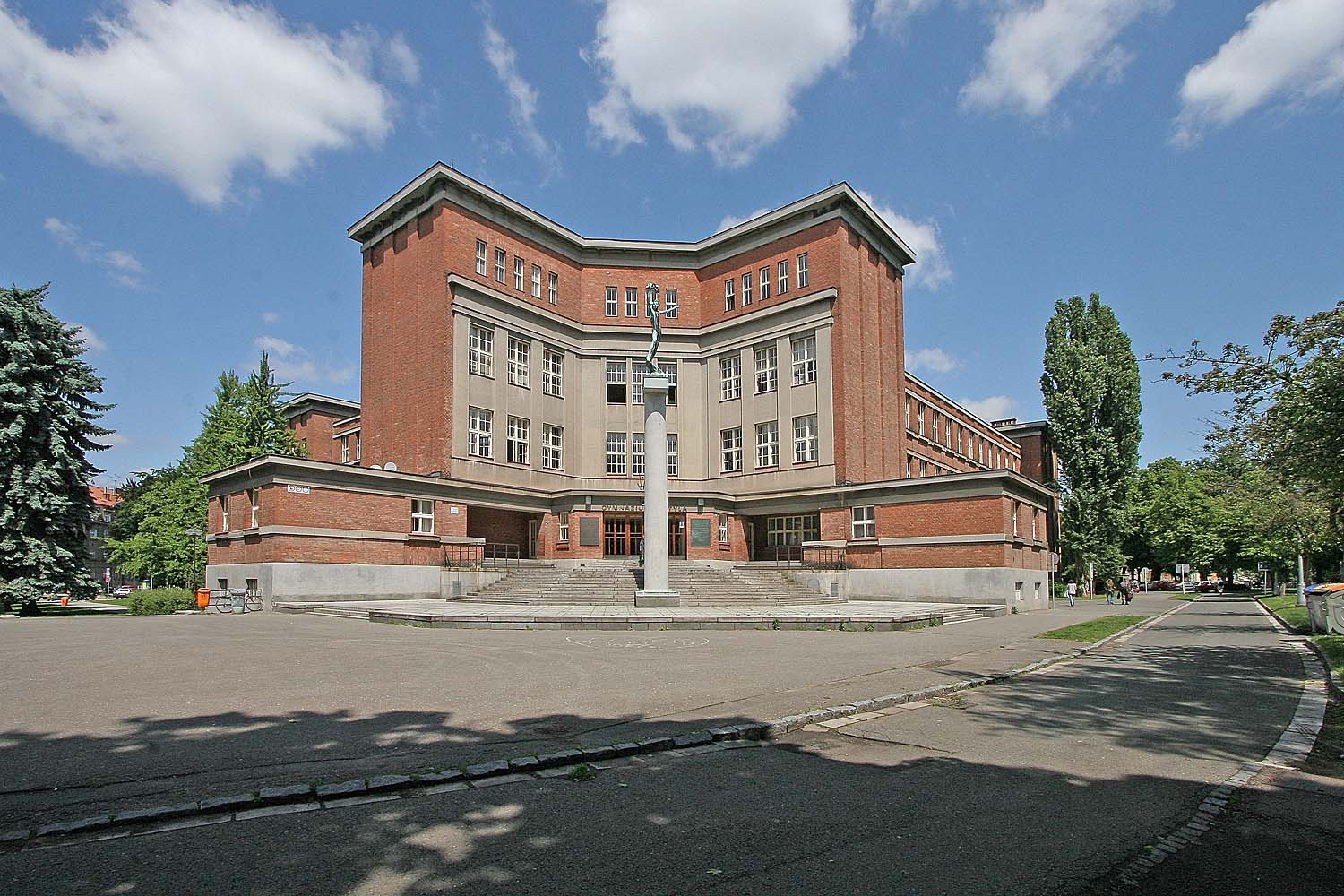
Josef-Kajetan-Tyl-Gymnasium in Hradec Králové von Josef Gočár

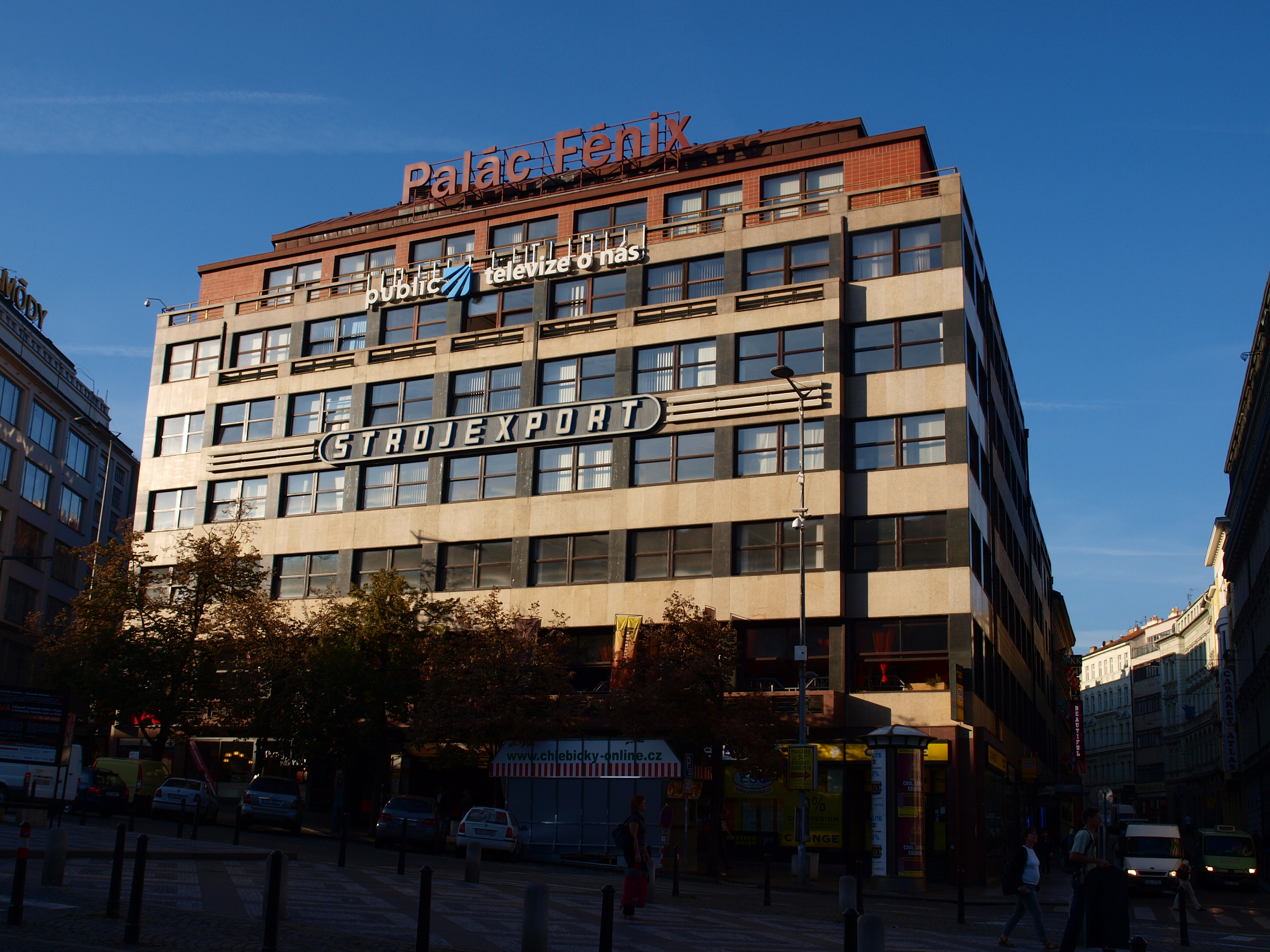
Palác Fénix in Prag

  - Betontreppe bei der Marienkirche (1910)
  - Bebauung des Masarykovo náměstí (1924–26)
  - Schulkomplex am Tylovo nabřeží (1924–27)[3]
- Prag:
  - Haus zur Schwarzen Muttergottes (1911–12)
  - Bank der Tschechoslowakischen Legionen (1922–25)
  - Haus der wirtschaftlichen Volkskultur (1924–25)
  - Anglo-Tschechoslowakische Bank (1923–1924)[4]
  - Mehrere Villen in der Siedlung Baba (1928–34)
  - „Palác Fénix“ – funktionalistisches Bürogebäude der Phönix-Versicherungsgesellschaft am Wenzelsplatz (1928)
  - St.-Wenzels-Kirche in Prag-Vršovice (1928–1933)
  - Bethaus Hl. Ambrosius (1929)
  - Wettbewerbsentwurf für die Staatsgalerie in Prag (1929, nicht ausgeführt)
  - Wettbewerbsentwurf für die Pensionsanstalt in Prag (1929, nicht ausgeführt)
- Weitere:
  - Badeanstalt in Lázně Bohdaneč (1912)
  - Pavillons und Villen in Lázně Bohdaneč
  - Pavillon AVU, Messegelände Brünn
  - Ausstellungspavillon der Tschechoslowakischen Republik auf der Exposition internationale des Arts Décoratifs et industriels modernes in Paris (1925)

## Bilder

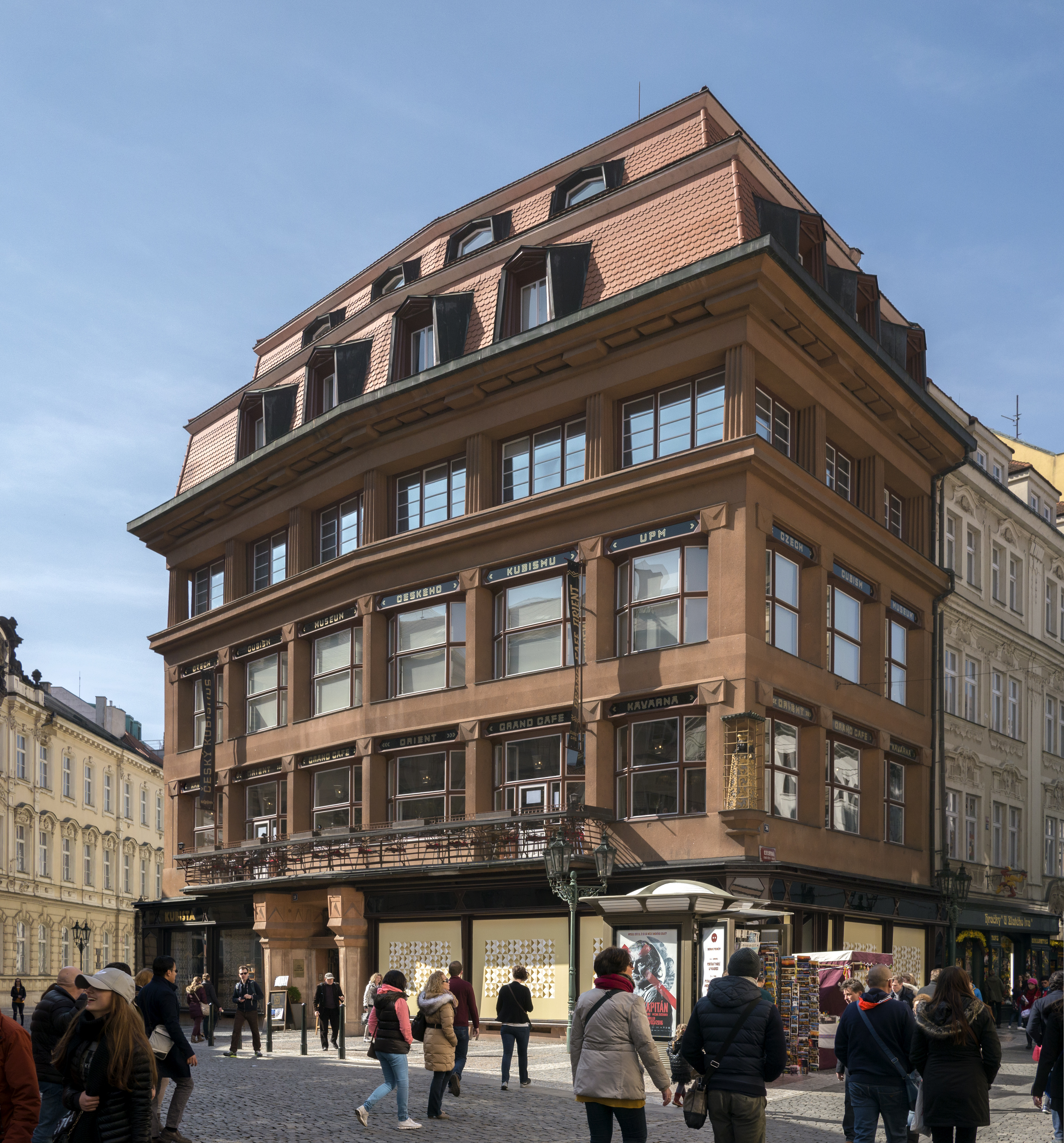
Haus zur Schwarzen Muttergottes (Dům U Černé Matky Boží)
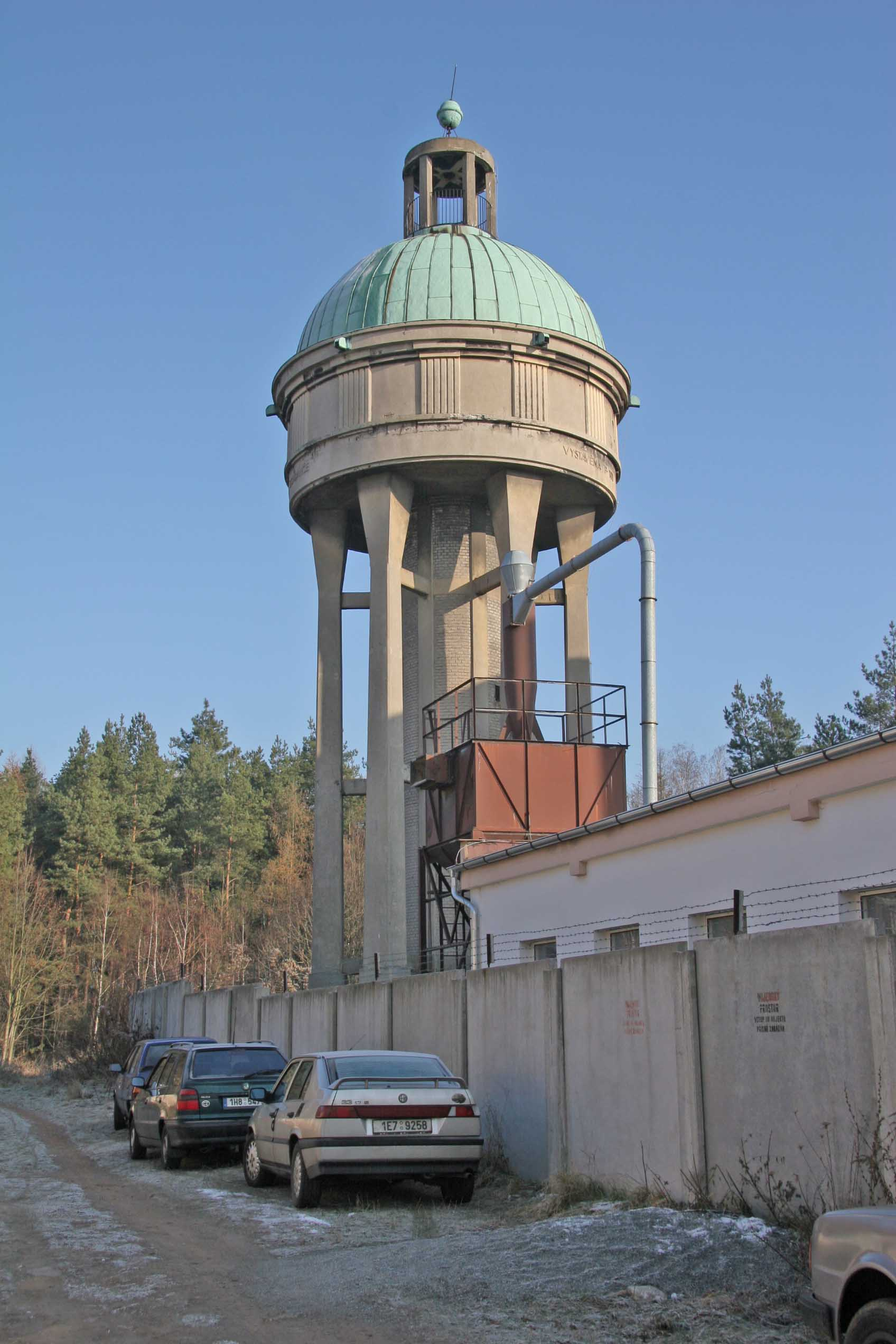
Wasserturm in Lázně Bohdaneč
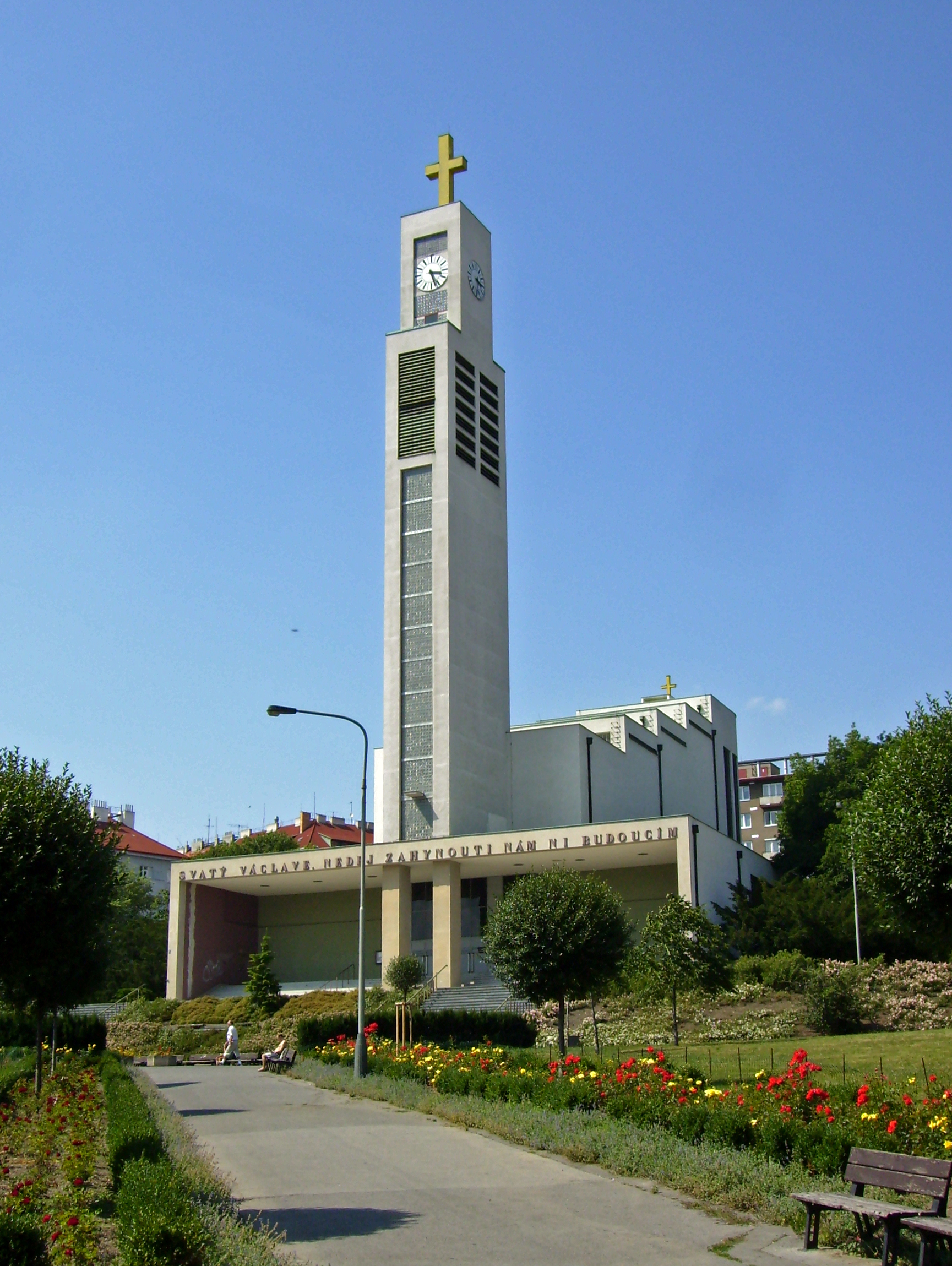
Kirche des Hl. Wenzel in Prag
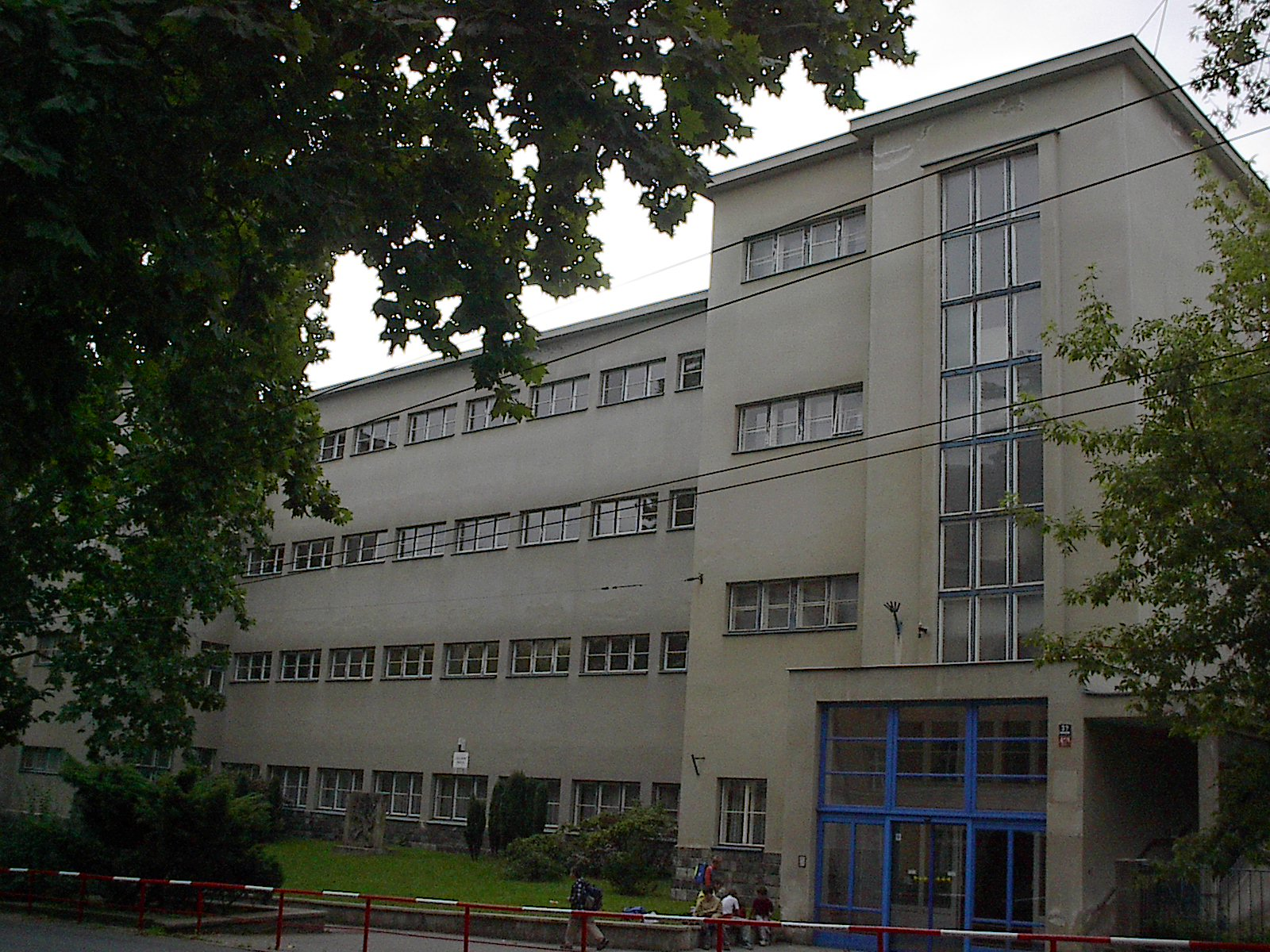
Schulbau in Ústí nad Labem
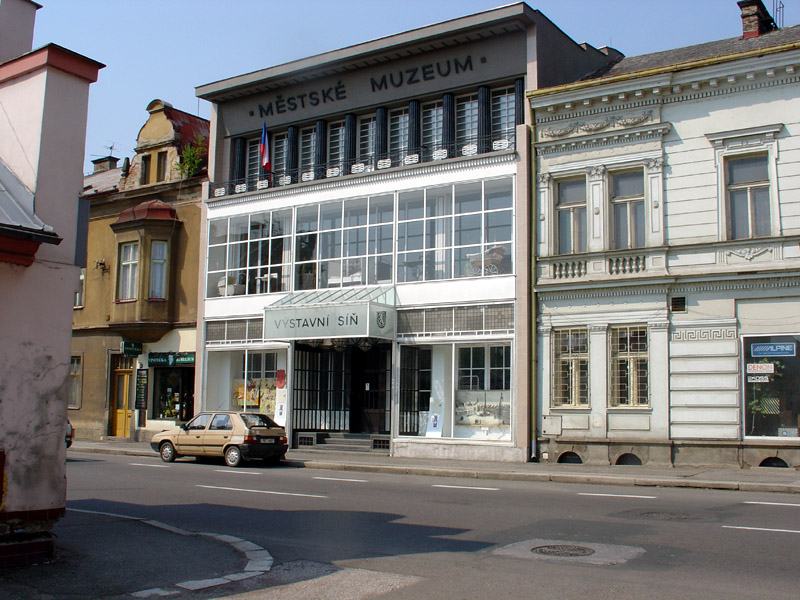
Museum in Jaroměř
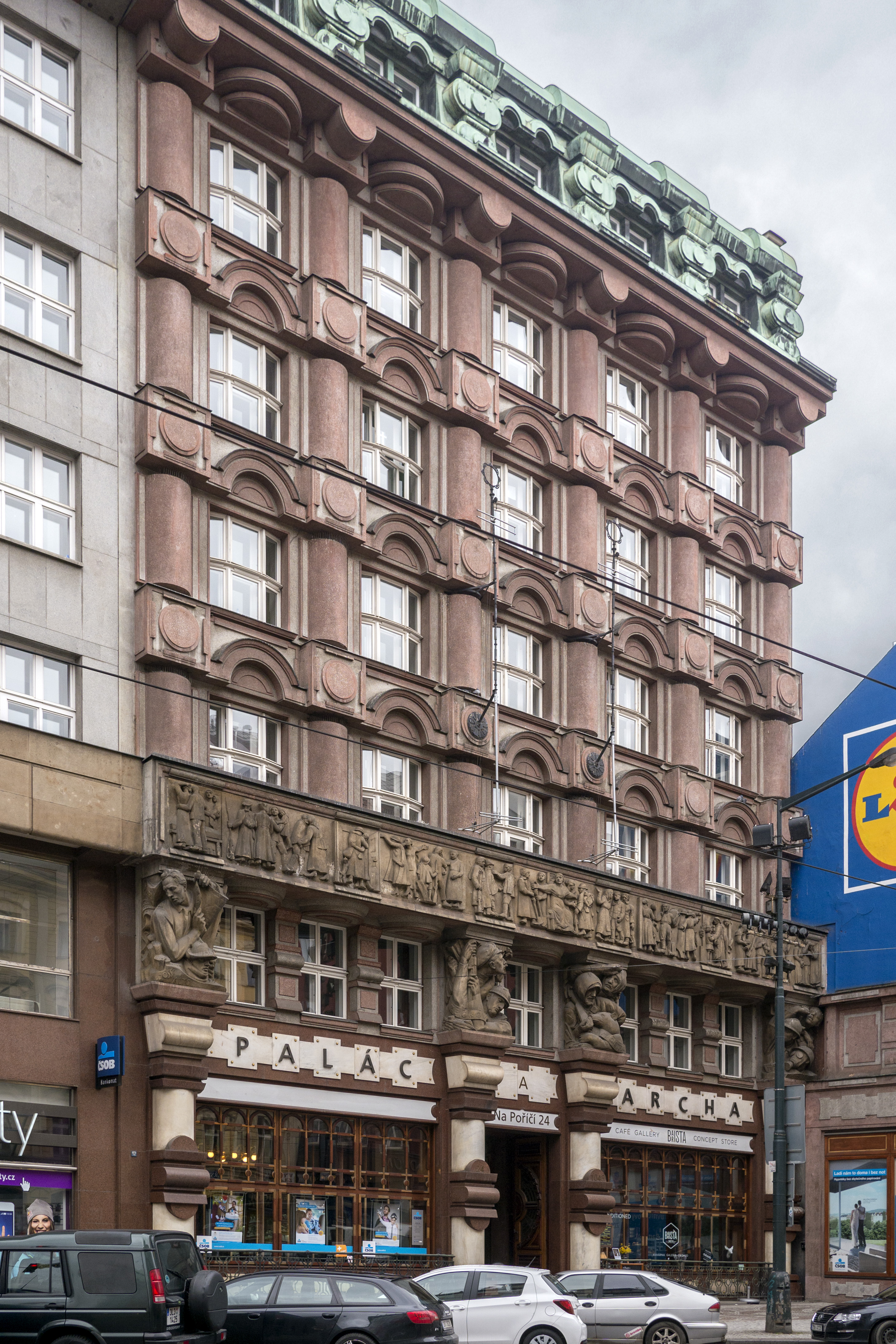
Die rondokubistische Bank der Legionen in Prag, Na Poříčí
Buchcover, Architektenmonografie über Josef Gočár, Genf, 1930